# Nekrolog 1728
Nekrolog
◄◄
| ◄
| 1724
| 1725
| 1726
| 1727
| 1728 | 1729 | 1730 | 1731 | 1732 | ► | ►►
Weitere Ereignisse | Allgemeiner Nekrolog 1728
Die Beschreibung der verstorbenen Person sollte so kurz wie möglich gehalten sein und nur deren signifikante Tätigkeit(en) enthalten.
Neue Namen ggf. auch unter dem Geburts- und Sterbedatum, also etwa unter 1. Januar und im Geburts- und Sterbejahr (2024) eintragen (nur bei entsprechender großer Wichtigkeit). Für Beispiele siehe die schon vorhandenen Artikel.
Außerdem über die fünf zuletzt Verstorbenen, zu denen es einen ausreichend guten Artikel für eine Präsentation auf der Hauptseite gibt, nach der todesbedingten Überarbeitung der Artikel ggf. auch unter Wikipedia Diskussion:Hauptseite informieren und sie am besten auch in den anderen Wikipedia-Sprachversionen eintragen. Tipp: Regelmäßig bei news.google.de nach „ist tot“, „gestorben“ oder „verstorben“ suchen.
Wenn eine Person gestorben ist, gibt es viele Seiten zu dieser Person in der Wikipedia, die davon auch betroffen sind und entsprechend aktualisiert werden müssen. Beispiele: Namenübersichtsseite, Geburtsjahr, Geburtsort-Seiten und viele mehr.
Wie finde ich die betroffenen Seiten?
Im Suchfeld auf der linken Seite gibt man den Suchbegriff so ein: „Vorname Nachname“. Dann klickt man auf Volltext und alle Seiten mit entsprechendem Suchtext werden aufgerufen. Hier sieht man dann schnell, wo auch das Todesjahr Sinn macht oder sogar ein Teil des Artikels angepasst werden muss. Auch hilft das „Werkzeug“ auf der linken Seite sehr gut, um solche Seiten aufzufinden: „Links auf diese Seite“. Somit ist die Wikipedia wieder aktuell in allen Bereichen! Hinweis: bei Eintragung der Kategorie „Gestorben JAHR“ wird der Missbrauchsfilter 49 ausgelöst, was jedoch nicht schlimm ist. Siehe: Spezial:Missbrauchsfilter/49
Dies ist eine Liste von im Jahr 1728 verstorbenen bekannten Persönlichkeiten. Die Einträge erfolgen innerhalb der einzelnen Daten alphabetisch sortiert. Tiere sind im Nekrolog für Tiere zu finden.

## Januar
| Tag        | Name                                  | Beruf, bekannt als                                                                       | Alter | Beleg |
| ---------- | ------------------------------------- | ---------------------------------------------------------------------------------------- | ----- | ----- |
| 1. Januar  | Friedrich Anton Ulrich                | Fürst zu Waldeck und Pyrmont                                                             | 51    |       |
| 7. Januar  | Marc-Antoine Legrand                  | französischer Schauspieler und Dramatiker                                                | 54    |       |
| 10. Januar | David Nieto                           | jüdischer Gelehrter                                                                      |       |       |
| 24. Januar | Johann Philipp Käfer                  | deutscher Barockkomponist, Organist und Kapellmeister                                    | 55    |       |
| 27. Januar | François Duval                        | französischer Komponist und Violinist des Barock                                         |       |       |
| 30. Januar | Elisabeth Auguste Sofie von der Pfalz | Pfälzer Kurprinzessin                                                                    | 34    |       |
| 30. Januar | Otto Friedrich von der Groeben        | brandenburg-preußischer Militär und Forschungsreisender im Dienste des Großen Kurfürsten | 70    |       |

## Februar
| Tag         | Name                           | Beruf, bekannt als                                                                               | Alter | Beleg |
| ----------- | ------------------------------ | ------------------------------------------------------------------------------------------------ | ----- | ----- |
| 1. Februar  | Hinrich Diederich Wiese        | deutscher Jurist, Oberaltensekretär, Senator und Bürgermeister der Freien und Hansestadt Hamburg | 51    |       |
| 3. Februar  | Gallus Knauer                  | Abt des Klosters Langheim                                                                        | 74    |       |
| 7. Februar  | Niccolò Caracciolo             | Kardinal der römisch-katholischen Kirche                                                         | 69    |       |
| 8. Februar  | Joseph August du Cros          | hugenottischer Diplomat                                                                          |       |       |
| 10. Februar | Christoph Bernhard Valentini   | deutscher Mediziner                                                                              | 33    |       |
| 12. Februar | Agostino Steffani              | italienischer Komponist, Diplomat und Geistlicher                                                | 73    |       |
| 13. Februar | Cotton Mather                  | US-amerikanischer Puritaner                                                                      | 65    |       |
| 16. Februar | Heinrich                       | Herzog von Sachsen-Weißenfels-Barby (1680–1728)                                                  | 70    |       |
| 16. Februar | Aurora von Königsmarck         | Geliebte Augusts II. von Sachsen                                                                 | 65    |       |
| 17. Februar | Christian Danneskiold-Samsøe   | dänischer Adliger, Kammerherr, Geheimer Rat und Bibliothekar                                     | 25    |       |
| 21. Februar | Johann Heinrich von Mörs       | Priester und Offizial im Erzbistum Köln                                                          |       |       |
| 21. Februar | Georg Levin von Winterfeld     | preußischer Generalmajor, Chef des Kürassier-Regiments Nr. 11                                    |       |       |
| 25. Februar | Alexander zu Dohna-Schlobitten | kurbrandenburgischer General und Diplomat                                                        | 67    |       |
| 28. Februar | Gregor Christian Martini       | deutscher Rechtsanwalt und Lexikograf                                                            | 55    |       |
| 28. Februar | Ogyū Sorai                     | japanischer neokonfuzianischer Philosoph                                                         | 61    |       |

## März
| Tag      | Name                                         | Beruf, bekannt als                                                                                          | Alter | Beleg |
| -------- | -------------------------------------------- | --- | ----- | ----- |
| 1. März  | Ludwig Georg von Hessen-Homburg              | Landgraf von Hessen-Homburg                                                                                 | 35    |       |
| 2. März  | Carl Gustaf Creutz                           | schwedischer Freiherr und Generalmajor der schwedischen Kavallerie                                          | 68    |       |
| 7. März  | Friedrich Ludwig                             | Herzog von Schleswig-Holstein-Sonderburg-Beck                                                               | 74    |       |
| 8. März  | Giovanni Mario Crescimbeni                   | italienischer Dichter, Historiker und Kustode der Accademia dell'Arcadia                                    | 64    |       |
| 12. März | Carlo Sigismondo Capece                      | italienischer Librettist                                                                                    | 75    |       |
| 12. März | Johann Friedrich von Schmeerheim             | königlich preußischer Generalmajor und Kommandant von Lippstadt und Sparrenburg                             |       |       |
| 15. März | Anna Petrowna                                | Tochter von Peter dem Großen                                                                                | 20    |       |
| 20. März | Camille d’Hostun de la Baume, duc de Tallard | französischer General und Staatsmann, Marschall von Frankreich                                              | 76    |       |
| 23. März | Friedrich Amadeus Gottlieb von Raumer        | deutscher Verwaltungsjurist, anhaltischer Regierungsdirektor und Staatsminister sowie fürstlicher Gesandter | 85    |       |
| 25. März | Georg Heinrich Götze                         | evangelischer Superintendent von Lübeck                                                                     | 60    |       |
| März     | Ferdinand Friedrich von Droste zu Erwitte    | Domherr in Münster und Paderborn                                                                            | 44    |       |

## April
| Tag       | Name                               | Beruf, bekannt als                                                           | Alter | Beleg |
| --------- | ---------------------------------- | ---------------------------------------------------------------------------- | ----- | ----- |
| 7. April  | Johann Andreas Grammlich           | protestantischer Erbauungsschriftsteller und Liederdichter                   | 38    |       |
| 7. April  | Polykarp Leyser IV.                | deutscher lutherischer Theologe, Philosoph, Mediziner, Jurist und Historiker | 37    |       |
| 10. April | Solomon Ayllon                     | sephardischer Rabbiner                                                       |       |       |
| 10. April | Nicodemus Tessin der Jüngere       | schwedischer Architekt und königlicher Rat                                   | 73    |       |
| 12. April | Johanna van Fornenbergh            | niederländische Schauspielerin                                               | 76    |       |
| 13. April | Samuel Molyneux                    | britischer Politiker und Astronom                                            | 38    |       |
| 13. April | Johann Christoph Schmidt           | deutscher Komponist und Hofkapellmeister                                     | 63    |       |
| 15. April | Anna Maria Schober                 | deutsche Opern- und Konzertsängerin                                          | 55    |       |
| 15. April | Ludwig Philipp Thümmig             | deutscher Philosoph und Professor                                            | 30    |       |
| 20. April | Anton Braun                        | deutscher Mechaniker, Optiker und Hofmathematiker in Wien                    | 41    |       |
| 21. April | Filippo Antonio Gualterio          | italienischer Geistlicher, Bischof und Kardinal                              | 68    |       |
| 22. April | François VIII. de La Rochefoucauld | französischer Adliger, Großoffizier der Krone                                | 64    |       |
| 23. April | Tomás de Torrejón y Velasco        | peruanischer Komponist des Barock                                            | 83    |       |
| 24. April | Jacques de Brion                   | preußischer Generalmajor                                                     |       |       |
| 25. April | John Woodward                      | englischer Naturhistoriker, Geologe und Arzt                                 | 62    |       |
| 30. April | Jacob Heinrich von Flemming        | kursächsischer Kabinettsminister und Feldmarschall                           | 61    |       |

## Mai
| Tag     | Name                                       | Beruf, bekannt als                                                                | Alter | Beleg |
| ------- | ------------------------------------------ | --------------------------------------------------------------------------------- | ----- | ----- |
| 1. Mai  | Johann Caspar Humpel                       | deutscher Orgelbauer                                                              |       |       |
| 2. Mai  | Johann Georg Keifflin                      | elsässischer evangelischer Theologe und Komponist                                 | 55    |       |
| 3. Mai  | Nikolaus Babel                             | deutscher Bildhauer                                                               | 84    |       |
| 7. Mai  | Rosa Venerini                              | katholische Ordensfrau und Heilige                                                | 72    |       |
| 10. Mai | Johann Karl von Hessen-Homburg             | Prinz von Hessen-Homburg                                                          | 21    |       |
| 18. Mai | Henriette Dorothea von Oettingen-Oettingen | deutsche Adlige a                                                                 | 56    |       |
| 20. Mai | Antoine Desgodetz                          | französischer Architekt und Archäologe                                            |       |       |
| 22. Mai | Johann Friedrich Eosander von Göthe        | schwedisch-deutscher Ingenieur und Baumeister des Spätbarock                      |       |       |
| 24. Mai | Louis Nicolas Le Tonnelier de Breteuil     | französischer Diplomat und königlicher Berater                                    | 79    |       |
| 25. Mai | Friedrich Ludwig                           | Graf von Ottweiler                                                                | 76    |       |
| 31. Mai | Axel Sparre                                | Graf, schwedischer Feldmarschall, General im Großen Nordischen Krieg und Künstler | 76    |       |

## Juni
| Tag      | Name                        | Beruf, bekannt als                                                                       | Alter | Beleg |
| -------- | --------------------------- | ---------------------------------------------------------------------------------------- | ----- | ----- |
| 3. Juni  | Adam Erdmann Mirus          | deutscher Pädagoge, Orientalist, populärwissenschaftlicher Schriftsteller und Lexikograf | 71    |       |
| 9. Juni  | Pjotr Matwejewitsch Apraxin | Generalleutnant der russischen Armee                                                     |       |       |
| 9. Juni  | Daniel de Superville        | französischer reformierter Theologe und Autor                                            | 70    |       |
| 13. Juni | Friedrich Christian         | Graf von Schaumburg-Lippe                                                                | 72    |       |
| 23. Juni | Tsuji Gettan Sukemochi      | japanischer Gelehrter, Philosoph, Samurai und Schwertkämpfer                             |       |       |
| 24. Juni | Martin Junkhans             | österreichischer Orgelbauer                                                              | 80    |       |
| 24. Juni | Samuel Friedrich Lauterbach | deutscher lutherischer Theologe und Historiker in Polen                                  | 65    |       |
| Juni     | Gottlieb Trost              | deutscher Baumeister, Offizier und Zeugmeister                                           | 55    |       |

## Juli
| Tag      | Name                                    | Beruf, bekannt als                                         | Alter | Beleg |
| -------- | --------------------------------------- | ---------------------------------------------------------- | ----- | ----- |
| 17. Juli | Christina Francisca von Hessen-Wanfried | landgräfliche Prinzessin                                   | 40    |       |
| 25. Juli | Friedrich Wilhelm Bierling              | deutscher evangelischer Theologe und kritischer Historiker | 52    |       |
| 26. Juli | John Freind                             | englischer Arzt                                            |       |       |
| 26. Juli | Gerhard Weixelberger                    | österreichischer Zisterzienser und Abt                     | 67    |       |
| 28. Juli | Maria Henriette de La Tour d’Auvergne   | Prinzessin aus dem Haus La Tour d’Auvergne                 | 19    |       |

## August
| Tag        | Name                          | Beruf, bekannt als | Alter | Beleg |
| ---------- | ----------------------------- | --- | ----- | ----- |
| 2. August  | Johann Georg Bertram          | deutscher Theologe und Landeshistoriker                                                                                                | 57    |       |
| 2. August  | Stanisław Ernest Denhoff      | polnischer Kongresschwertträger, Vizehetman von Litauen, Woiwode von Polozk und Konföderationsmarschall der Konföderation von Sandomir | 48    |       |
| 4. August  | Ernst Heinrich von Baumbach   | Landgräflich-hessischer Generalmajor                                                                                                   |       |       |
| 10. August | Heinrich von Sanden           | deutscher Arzt und Physiker | 56    |       |
| 11. August | William Sherard               | englischer Botaniker | 69    |       |
| 12. August | Antonius Jacobus Henckel      | deutscher lutherischer Theologe | 59    |       |
| 12. August | Hendrick Zwaardecroon         | Generalgouverneur von Niederländisch-Ostindien (1718–1725)                                                                             | 61    |       |
| 14. August | Louis-Augustin Alemand        | französischer Jurist, Mediziner, Romanist und Grammatiker                                                                              |       |       |
| 14. August | Ernst August II. von Hannover | Bischof von Osnabrück | 53    |       |
| 15. August | Marin Marais                  | französischer Gambist und Komponist | 72    |       |
| 22. August | Johann Georg Gmelin           | deutscher Apotheker und Chemiker | 54    |       |
| 26. August | Anne Marie d’Orléans          | durch Heirat Herzogin von Savoyen, Königin von Sizilien und Sardinien                                                                  | 58    |       |
| 26. August | Wilhelm Ernst                 | Herzog von Sachsen-Weimar | 65    |       |
| 30. August | Johann Adolf von Krosigk      | fürstlich anhaltischer Amtshauptmann                                                                                                   | 62    |       |
| 31. August | Jean-François Lalouette       | französischer Komponist und Kirchenmusiker                                                                                             |       |       |
| August     | Martin Ludwig Heydert         | Kurfürstlicher Hofgärtner |       |       |

## September
| Tag           | Name                                 | Beruf, bekannt als                              | Alter | Beleg |
| ------------- | ------------------------------------ | ----------------------------------------------- | ----- | ----- |
| 18. September | Axel von Faltzburg                   | schwedischer Infanteriegeneral und Landshövding |       |       |
| 21. September | Johann Friedrich II. von Alvensleben | hannoverscher Minister                          | 71    |       |
| 23. September | Christian Thomasius                  | deutscher Jurist und Philosoph                  | 73    |       |
| 26. September | Friedrich Wilhelm von Schlitz        | Kammerpräsident, Geheimrat                      | 81    |       |

## Oktober
| Tag         | Name                                     | Beruf, bekannt als                                                        | Alter | Beleg |
| ----------- | ---------------------------------------- | ------------------------------------------------------------------------- | ----- | ----- |
| 2. Oktober  | Zeger Bernhard van Espen                 | niederländischer Kirchenrechtler                                          | 82    |       |
| 7. Oktober  | Jean-Baptiste Volumier                   | flämischer Violinist und Komponist                                        |       |       |
| 8. Oktober  | Anne Danican Philidor                    | französischer Komponist des Barock                                        | 47    |       |
| 11. Oktober | Ulrich von Federspiel                    | Bischof von Chur                                                          | 71    |       |
| 18. Oktober | Franz von Gyulay                         | k.k. Feldmarschall-Lieutenant und Inhaber des Infanterie-Regiments Nr. 51 | 54    |       |
| 25. Oktober | François-Elie Voyer de Paulmy d’Argenson | französischer Prälat                                                      | 72    |       |
| 29. Oktober | Friedrich von Reventlow                  | Geheimer Etats- und Landrat und Klosterpropst zu Uetersen                 | 79    |       |

## November
| Tag          | Name                                 | Beruf, bekannt als                                          | Alter | Beleg |
| ------------ | ------------------------------------ | ----------------------------------------------------------- | ----- | ----- |
| 2. November  | Nils Ehrenskiöld                     | schwedischer Admiral                                        | 54    |       |
| 6. November  | Johann Jakob Kress                   | deutscher Komponist, Violinist und Konzertmeister           |       |       |
| 10. November | Fjodor Matwejewitsch Apraxin         | russischer Generaladmiral von Peter dem Großen              | 66    |       |
| 10. November | Rupert von Bodman                    | deutscher Abt, Fürstabt im Fürststift Kempten (1678–1728)   |       |       |
| 16. November | Johann Christoph Windisch            | deutscher Schullehrer und Organist, Bildhauer und Schreiner |       |       |
| 17. November | Johann von Bötticher                 | deutscher Bürgermeister                                     | 66    |       |
| 18. November | Eustathius Köten                     | deutscher evangelisch-lutherischer Geistlicher              | 73    |       |
| 19. November | Leopold                              | Fürst von Anhalt-Köthen                                     | 33    |       |
| 22. November | Franz Schmier                        | Benediktiner und Professor des kanonischen Rechts           | 48    |       |
| 26. November | Wolfgang Gabriel Pachelbel von Gehag | deutscher Rechtswissenschaftler und Geheimrat               | 79    |       |
| 30. November | Alexandre Roussel                    | französischer Prediger und evangelischer Märtyrer           |       |       |

## Dezember
| Tag          | Name                                    | Beruf, bekannt als | Alter | Beleg |
| ------------ | --------------------------------------- | --- | ----- | ----- |
| 4. Dezember  | Christian Wildvogel                     | deutscher Rechtswissenschaftler | 84    |       |
| 5. Dezember  | Dionysius Andreas Freher                | evangelischer Theologe und Kommentator Jacob Böhmes                                                                                                  | 79    |       |
| 6. Dezember  | Heinrich Rüdiger von Ilgen              | preußischer Minister und Diplomat | 74    |       |
| 8. Dezember  | Gottfried Hoffmann                      | deutscher evangelischer Theologe sowie Hochschullehrer                                                                                               | 59    |       |
| 8. Dezember  | Ulrich Christoph von Stille             | königlich preußischer Generalleutnant und Kommandant der Festung Magdeburg, sowie Erbherr auf Fretzdorf, Herzsprung und Christdorf (Wittstock/Dosse) | 74    |       |
| 11. Dezember | Eberhard Ludwig Gruber                  | radikaler Pietist, einer der ersten Führer der deutschen Inspirationsbewegung                                                                        | 63    |       |
| 25. Dezember | Johann Theodor Richterich               | Bürgermeister der Reichsstadt Aachen |       |       |
| 28. Dezember | Anna Sophie von Sachsen-Gotha-Altenburg | Prinzessin von Sachsen-Gotha-Altenburg, durch Heirat Fürstin von Schwarzburg-Rudolstadt                                                              | 58    |       |
| Dezember     | Dominicus Pelli                         | Schweizer Architekt | 71    |       |

## Datum unbekannt
| Tag | Name                          | Beruf, bekannt als                           | Alter | Beleg |
| --- | ----------------------------- | -------------------------------------------- | ----- | ----- |
|     | Patrick Blair                 | schottischer Arzt und Botaniker              |       |       |
|     | Paolo De Matteis              | italienischer Maler, Zeichner, Silberschmied |       |       |
|     | Balthasar Esterbauer          | bayrischer Bildhauer                         |       |       |
|     | Gaetano Greco                 | italienischer Musikpädagoge und Komponist    |       |       |
|     | Johann Mercker                | deutscher evangelischer Geistlicher          |       |       |
|     | Eberhard Im Thurn             | Vogt in Büsingen am Hochrhein                |       |       |
|     | Pjotr Andrejewitsch Tolstoi   | russischer Politiker                         |       |       |
|     | Nicolas Samuel de Treytorrens | Schweizer Pietist                            |       |       |